# Kazimierza Wielka

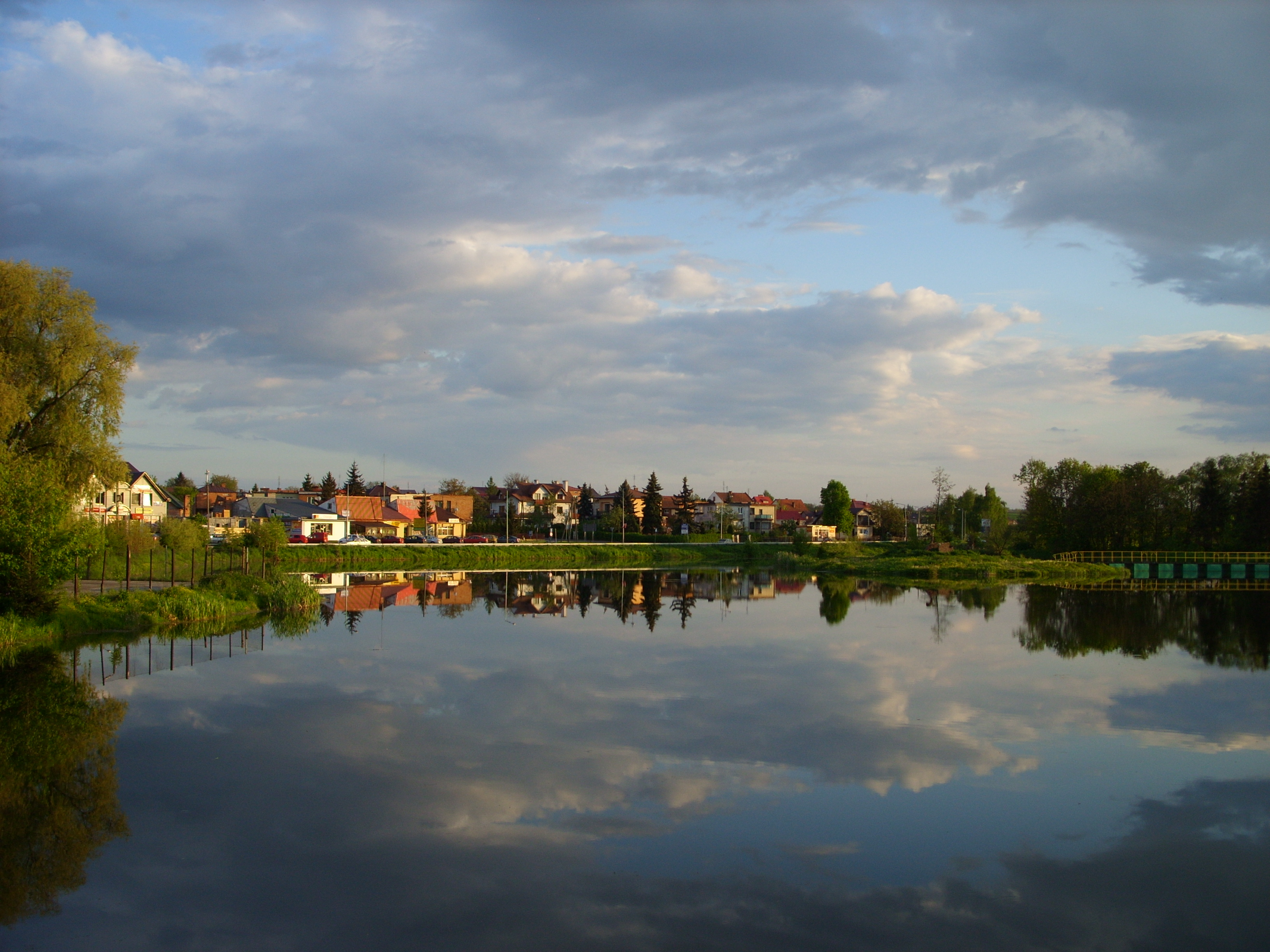
Kazimierza Wielka

Kazimierza Wielkaⓘ [kaʑiˈmʲɛʐa ˈvʲɛlka] ist eine Stadt in Polen in der Wojewodschaft Heiligkreuz. Sie ist Sitz einer Stadt-und-Land-Gemeinde sowie des Powiats Kazimierski.

## Geografie

### Geografische Lage
Kazimierza Wielka liegt an der Nidzica im südlichen Teil der Wojewodschaft Heiligkreuz in der Hochebene Jędrzejów (Płaskowyż Jędrzejowski), einem Teil der Niederungen der Nida (Niecka Nidziańska).

### Klima
Der wärmste Monat ist der Juli mit einer durchschnittlichen Temperatur von 18 °C. Der kälteste ist der Januar mit einer durchschnittlichen Temperatur von −3 °C. Die durchschnittliche jährlich Niederschlagsmenge beträgt 550 bis 650 mm.

## Geschichte
Die erste urkundliche Erwähnung des heutigen Kazimierza Wielka stammt aus dem Jahr 1320. Bei der Dritten Teilung Polens kam der Ort zum österreichischen Westgalizien, bevor er 1809 Teil des Herzogtums Warschau wurde. Mit dessen Ende wurde der Ort 1815 Teil des neugebildeten russischen Kongresspolen. 1845 wurde eine Zuckerfabrik errichtet. Nach dem Ersten Weltkrieg wurde der Ort 1919 Teil des wiederentstandenen Polens. Im September 1939 wurde der Ort, wie ganz Polen, von der deutschen Wehrmacht besetzt. Nach dem Ende des Zweiten Weltkrieges wurde Kazimierza Wielka Sitz einer Gemeinde. 1956 wurde der Ort Sitz eines Powiats und erhielt drei Jahre später Stadtrecht.

## Politik

### Städtepartnerschaften
Kazimierza Wielka hat Partnerschaften mit Altenstadt (Hessen) und Butschatsch (Ukraine).

## Kultur und Sehenswürdigkeiten

### Bauwerke

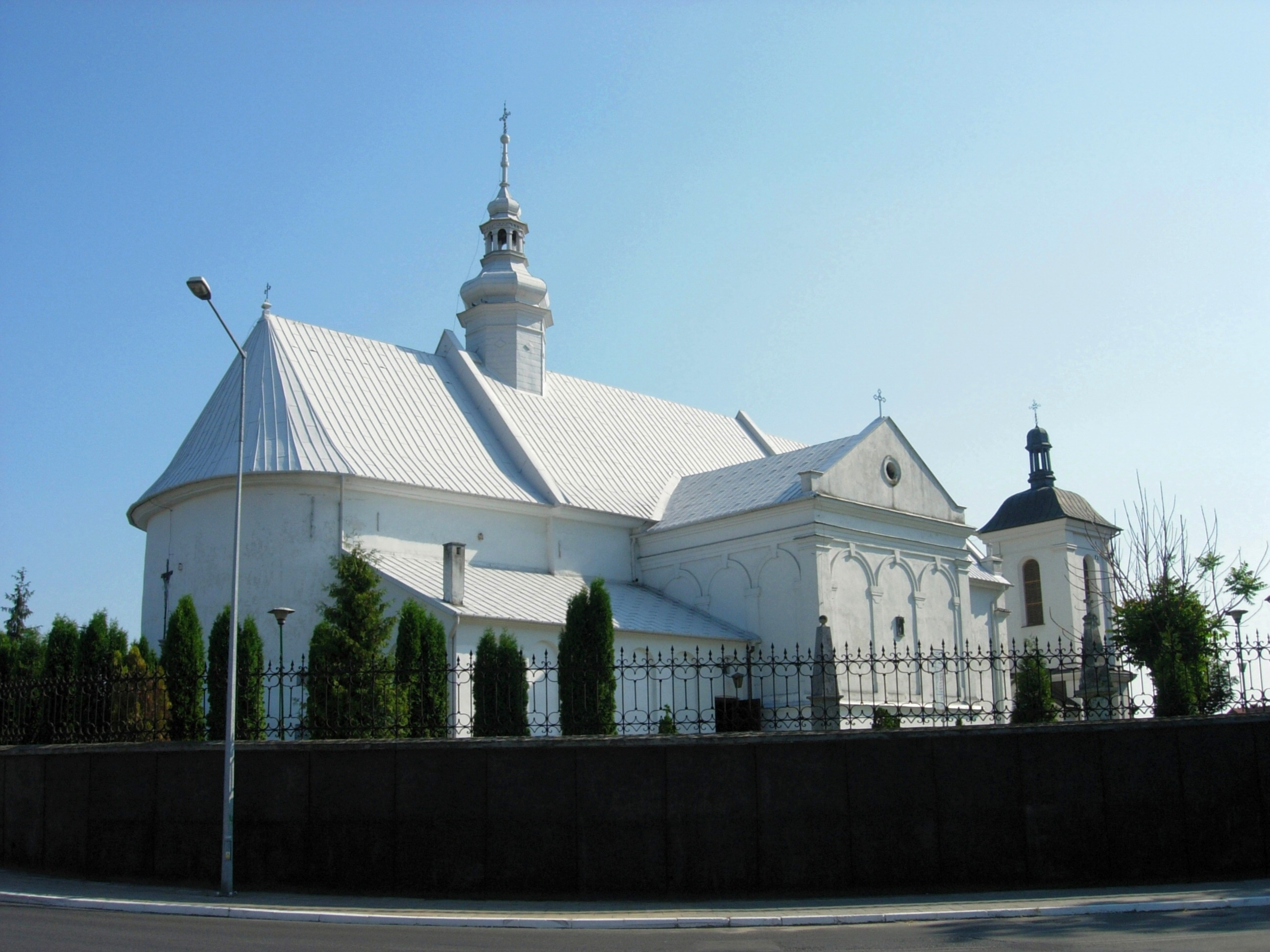
Die Heiligkreuzkirche

- Die barocke Heiligkreuzkirche aus dem 17. Jahrhundert
- Die älteste Zuckerfabrik Polens aus dem Jahr 1845

## Gemeinde
Die Stadt-und-Land-Gemeinde Kazimierza Wielka hat eine Fläche von 120,6 km², auf der etwa 16.000 Einwohner leben. Dabei sank die Einwohnerzahl von 18.050 im Jahr 2002 auf 16.637 im Jahr 2008.

## Wirtschaft und Infrastruktur

### Verkehr
Die Gemeinde verfügt über ein 375 Kilometer langes Straßennetz, wovon 29 Kilometer Wojewodschaftsstraßen (drogi wojewódzkie), und 94 Kilometer Kreisstraße (drogi powiatowe) sind.

### Bildung
Die Stadt verfügte 2005 über einen Kindergarten sowie eine Mittelschule (gimnazjum). Hinzu kommt eine Mittelschule auf dem ländlichen Gebiet der Gemeinde sowie zehn Grundschulen.

## Söhne und Töchter der Stadt
- Andrew Peter Wypych (* 1954), römisch-katholischer Geistlicher, emeritierter Weihbischof in Chicago